# Kwagga Smith

a Compétitions nationales et continentales officielles uniquement.

b Matchs officiels uniquement.
Dernière mise à jour le 16 août 2025.
Albertus Stephanus "Kwagga" Smith est un joueur sud-africain de rugby à XV et de rugby à sept. Il évolue à XV au poste de troisième ligne aile et au poste de pilier droit à sept. Il joue en Super Rugby avec les Lions, et en Top League avec les Shizuoka Blue Revs. Il dispute également le circuit mondial de rugby à sept, les World Rugby Sevens Series depuis 2013.

## Biographie
Son surnom "Kwagga" (Quagga) date de son enfance, où son frère aîné âgé de deux ans l'aurait nommé ainsi. 

### Carrière en club
Depuis 2014, il dispute la Currie Cup le club des Golden Lions. Il est ainsi finaliste de l'édition 2014 et fait partie de l'équipe qui remporte la Cup la saison suivante. Il est aussi sélectionné par les Lions pour disputer la saison 2015 de Super 15.
En 2018, alors âgé de 25 ans, il rejoint les Yamaha Jubilo, évoluant dans le Championnat du Japon, où il signe un contrat à court terme,.
En 2020, il prolonge son contrat de deux ans avec son club japonais. Son choix est motivé par une clause lui permettant de rejoindre les Springboks chaque fois qu'il est sélectionné.
À l'issue de la saison 2022-2023 du championnat japonais, il est élu Joueur de la saison et est nommé dans l'équipe type de la saison.

### Carrière internationale

#### Moins de 20 ans
En 2013, Kwagga Smith est retenu dans l'équipe d'Afrique du Sud de rugby à XV des moins de 20 ans pour le championnat du monde junior se disputant en France. Les Baby Boks termineront à la troisième place au classement général. Kwagga Smith joue un total de trois matchs en tant que remplaçant : un match de poule face aux États-Unis (victoire 97 à 0), le quart de finale face au pays de Galles (défaite 17-18) et le match de la troisième place face aux Baby Blacks (victoire 41-34). Lors des deux derniers matchs, Kwagga Smith inscrit un essai.

#### Rugby à sept
Kwagga Smith fait ses débuts avec l'équipe d'Afrique du Sud de rugby à sept en 2013, à l'occasion des IRB Sevens World Series 2013-2014 et du South Africa rugby sevens. Tournoi à l'issue duquel les Blitzboks remportent la Cup face à la Nouvelle-Zélande. Il est ensuite sélectionné dans équipe qui participe et remporte l'épreuve de rugby à sept aux Jeux du Commonwealth 2014.
Il devient depuis un élément important de cette équipe et un des meilleurs joueurs mondiaux de rugby à sept, comme en témoigne sa nomination dans l'équipe type de la saison des World Rugby Sevens Series 2014-2015.

#### Springboks
En juin 2023 il est sélectionné par Jacques Nienaber dans un groupe de quarante joueurs pour préparer le Rugby Championship,. Durant cette compétition, il joue deux matchs et l'Afrique du Sud termine à la deuxième place,. Puis, début août, il est convoqué pour participer à la Coupe du monde 2023.  Durant le Mondial, il dispute dispute six rencontres, dont une seule en tant que titulaire et marque un essai en phase de poule contre les Tonga. Son pays se qualifie en finale où il affronte la Nouvelle-Zélande. Kwagga Smith débute la rencontre sur le banc des remplaçants, puis entre en jeu à la 58e minute à la place de Duane Vermeulen et son équipe s'impose sur le score de 11 à 12. Les Springboks sont donc champions du monde pour la quatrième fois de leur histoire, devant l'équipe la plus titrée de la compétition désormais,,. Smith remporte quant à lui cette compétition pour la seconde fois consécutive.

## Palmarès

### En club
- Golden Lions
  - Vainqueur de la Currie Cup en 2015
  - Finaliste de la Currie Cup en 2014

- Lions
  - Finaliste du Super Rugby en 2017

### En équipe nationale
- Afrique du Sud -20
  - Troisième du Championnat du monde junior en 2013

- Afrique du Sud à sept
  - 🥉 Médaille de bronze de rugby à sept aux Jeux olympiques 2016.
  -  Deuxième des World Rugby Sevens Series en 2014, 2015 et 2016
  -  Vainqueur de l'épreuve de rugby à sept des Jeux du Commonwealth 2014
  - South Africa rugby sevens 2013
  - Dubaï rugby sevens 2014
  - South Africa rugby sevens 2014
  - South Africa rugby sevens 2015

- Afrique du Sud
  - Vainqueur du Rugby Championship en 2019 et 2024.
  - Vainqueur de la Coupe du monde en 2019 et 2023.

### Distinctions personnelles
- Membre de l'équipe type des World Rugby Sevens Series en 2015-2016[11]
- Membre de l'équipe type du Championnat du Japon en 2023
- Joueur de la saison du Championnat du Japon en 2023